# Накамура, Акихико
Акихико Накамура (яп. 中村 明彦; род. 23 октября 1990, Нагоя) — японский легкоатлет, специалист по многоборьям и барьерному бегу. Выступает за сборную Японии по лёгкой атлетике с 2007 года, чемпион Азии в семиборье и десятиборье, двукратный бронзовый призёр Азиатских игр, победитель первенств национального значения, действующий рекордсмен Японии в семиборье, участник двух летних Олимпийских игр.

## Биография
Акихико Накамура родился 23 октября 1990 года в городе Нагоя префектуры Айти.
Занимался лёгкой атлетикой во время учёбы в Университете Тюкё, где получил степень в области физического воспитания, позже представлял легкоатлетический клуб при компании Suzuki Hamamatsu. Проходил подготовку под руководством тренера Кацухико Мацуды.
Впервые заявил о себе на международной арене в сезоне 2007 года, когда вошёл в состав японской национальной сборной и выступил в прыжках в высоту на юношеском мировом первенстве в Остраве.
В 2011 году на домашнем чемпионате Азии в Кобе стал серебряным призёром в десятиборье, уступив только иранцу Хади Сеперзаду.
В 2012 году в беге на 400 метров с барьерами выиграл серебряную медаль на чемпионате Японии в Осаке — в финале финишировал позади Такаюки Кисимото. Благодаря череде удачных выступлений удостоился права защищать честь страны на летних Олимпийских играх в Лондоне, однако на Играх был дисквалифицирован уже в ходе предварительного квалификационного забега.
На чемпионате Азии 2013 года в Пуне вновь стал серебряным призёром в десятиборье — на сей раз его превзошёл представитель Казахстана Дмитрий Карпов.
В 2014 году получил серебро в семиборье на чемпионате Азии в помещении в Ханчжоу, взял бронзу в десятиборье на Азиатских играх в Инчхоне.
В 2015 году одержал победу на чемпионате Азии в Ухане, занял 16-е место на чемпионате мира в Пекине.
В 2016 году добавил в послужной список победу в семиборье на чемпионате Азии в помещении в Дохе. Находясь в числе лидеров легкоатлетической команды Японии, благополучно прошёл отбор на Олимпийские игры в Рио-де-Жанейро — набрал в сумме всех дисциплин десятиборья 7612 очка, расположившись в итоговом протоколе соревнований на 22-й строке.
После Олимпиады в Рио Накамура остался в составе японской национальной сборной на ещё один олимпийский цикл и продолжил принимать участие в крупнейших международных стартах. Так, в 2017 году он отметился выступлением на чемпионате мира в Лондоне, где с результатом в 7646 очков занял в десятиборье итоговое 19-е место.
В 2018 году побывал на Азиатских играх в Джакарте, откуда привёз награду бронзового достоинства, выигранную в десятиборье.
В 2019 году завоевал бронзовую медаль в десятиборье на чемпионате Азии в Дохе.